# Platysenta parnahyba
Platysenta parnahyba är en fjärilsart som beskrevs av William Schaus 1933. Platysenta parnahyba ingår i släktet Platysenta och familjen nattflyn. Inga underarter finns listade i Catalogue of Life.